# Steve Seymour
Stephen Andrew „Steve” Seymour (ur. 4 października 1920 w Nowym Jorku, zm. 18 czerwca 1973 w Los Angeles) – amerykański lekkoatleta, który specjalizował się w rzucie oszczepem.
W 1948 zdobył srebrny medal igrzysk olimpijskich w Londynie. Uzyskał wówczas rezultat 67,56. Srebrny medalista igrzysk panamerykańskich w 1951. Rekord życiowy: 76,53 (1958).